# Saint-Prosper-de-Champlain
Saint-Prosper-de-Champlain är en kommun i provinsen Québec i Kanada. Den ligger i regionen Mauricie, i den sydöstra delen av landet, 290 km nordost om huvudstaden Ottawa.